# Abbazia di San Liberatore a Maiella
L'abbazia di San Liberatore alla Maiella, ubicata nel comune di Serramonacesca in provincia di Pescara, è uno dei più antichi monasteri dell'Abruzzo. Divenuta monumento nazionale dal 1902 l'abbazia, contrariamente a quanto farebbe pensare la sua denominazione, non è intitolata a san Liberatore vescovo e martire, bensì a Gesù Cristo il santissimo liberatore.

## Storia
La fondazione di questa abbazia viene fatta risalire all'opera di Carlo Magno (di cui la chiesa conserva raffigurazione in un frammento di affresco); in realtà possediamo solo una falsificazione in forma di copia semplice dell'anno 798, confezionata alla metà del XII secolo, nella quale Carlo Magno su domanda dell'abate Teodemaro di Montecassino conferma allo stesso monastero cassinese i beni e le immunità, tra i quali la chiesa di San Liberatore, già a lui conferiti da suo padre Pipino e da Carlo, fratello di quest'ultimo.
La prima attendibile testimonianza documentaria circa San Liberatore è il Memoratorium dell'abate cassinese Bertario di Montecassino (856-883), una delle cui redazioni è contenuta nella Chronica sacri monasterii casinensis di Leone Marsicano, dove sono indicate le ormai numerose pertinenze liberatoriane (terre, chiese, monasteri).
Qui appare come a San Liberatore nel IX secolo facesse capo un patrimonio che si estendeva dalla Maiella all'Adriatico tra le valli del Sangro e del Pescara, abbracciando l'area degli odierni territori di Serramonacesca, Manoppello, Roccamontepiano, Fara Filiorum Petri. La fabbrica fu innalzata nell'anno 1007 per volere del monaco Teobaldo su una costruzione preesistente databile intorno al IX secolo. E proprio a Teobaldo, che ha radicalmente ristrutturato la chiesa e gli edifici della comunità, si deve un Commemoratorium, cioè un inventario testamentario nel quale, prima come preposito di San Liberatore, poi in qualità di abate di Montecassino (dal 1022), egli attesta il suo impegno edilizio per San Liberatore, oltre che la dotazione liturgica e l'attività scrittoria da lui promosse in favore della chiesa monastica majellese. Tale e tanto grande fu l'amore di Teobaldo per questo Monastero, che vi venne seppellito, e nello stesso luogo fu sepolto nel 1055 anche un altro Abate cassinense, Richerio, morto in Aterno (Pescara) durante un viaggio compiuto in compagnia del conte di Chieti Trasmondo III. Intorno al 1070 la chiesa venne completamente rinnovata per volere dell'Abate cassinense Desiderio e sotto la diretta cura di Adenolfo, monaco e preposto dell'epoca. Tra alterne vicende, in pratica dal IX sino alla fine del XVIII secolo, San Liberatore, che rimase sempre una prepositura dipendente dall'abbazia cassinese, costituisce appunto il polo intorno al quale gravita la presenza di Montecassino in Abruzzo, come testimonia proprio la documentazione relativa al monastero majellese che comprende oltre 800 unità.
Sulla base delle fonti è stato possibile anche ricostruire la serie cronologica dei prepositi di San Liberatore, che vanno da Poterico (856?-883?) a Cherubino de Luna d'Aragona di Napoli (1804). Le attuali forme della chiesa rimandano all'epoca in cui, Desiderio, abate di Montecassino, vi trasportò nel 1080, nuove maestranze che diedero vita ben presto ad una scuola artistica locale.
L'abbazia andò in decadenza dal XV secolo, insieme alle badie dell'ordine cistercense, e andò in commenda a vescovi e abati fuori Abruzzo, sino al XVIII secolo. La presenza di un ciclo d'affreschi rinascimentale che celebra la storia del monastero e dei santi e abati a esso legato testimonia l'ultimo bagliore di splendore dell'abbazia. Il terremoto del 1706 danneggiò la chiesa, che venne restaurata alla maniera barocca, con un finestrone al posto dell'apertura centrale a tutto sesto, visibile dalla controfacciata, e soffitto a cassettoni.
All'epoca di Ignazio Carlo Gavini, studioso di architettura medievale abruzzese, la chiesa benedettina era in grave stato di abbandono, con l'erba che ricopriva l'edificio e il tetto sfondato in più punti; dopo che l'incuria l'aveva lasciata allo stato di rudere per lunghissimi anni, fu restaurata nel periodo 1967-71 dal soprintendente Mario Moretti e rivalorizzata notevolmente.

## Architettura

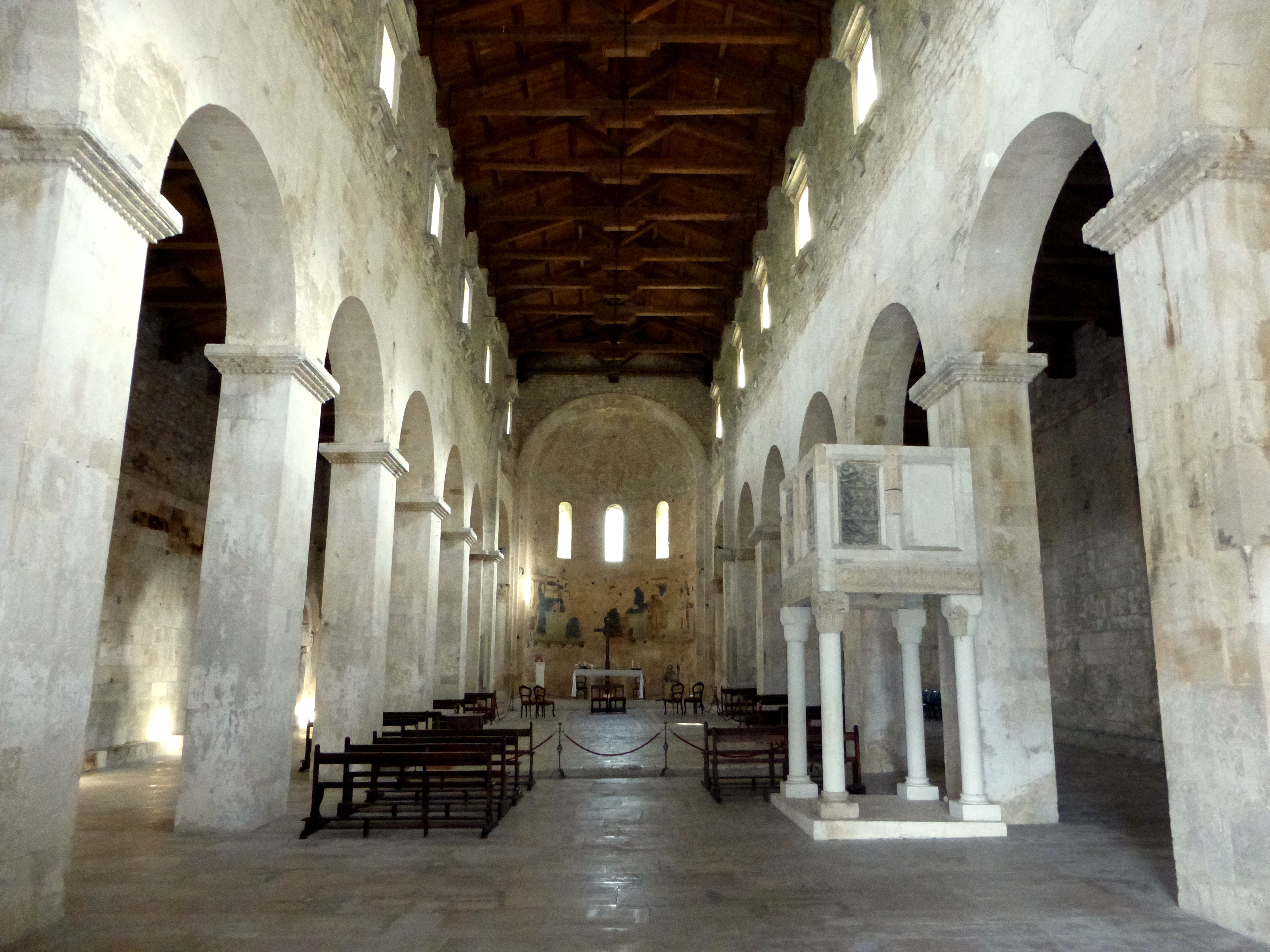
Interno

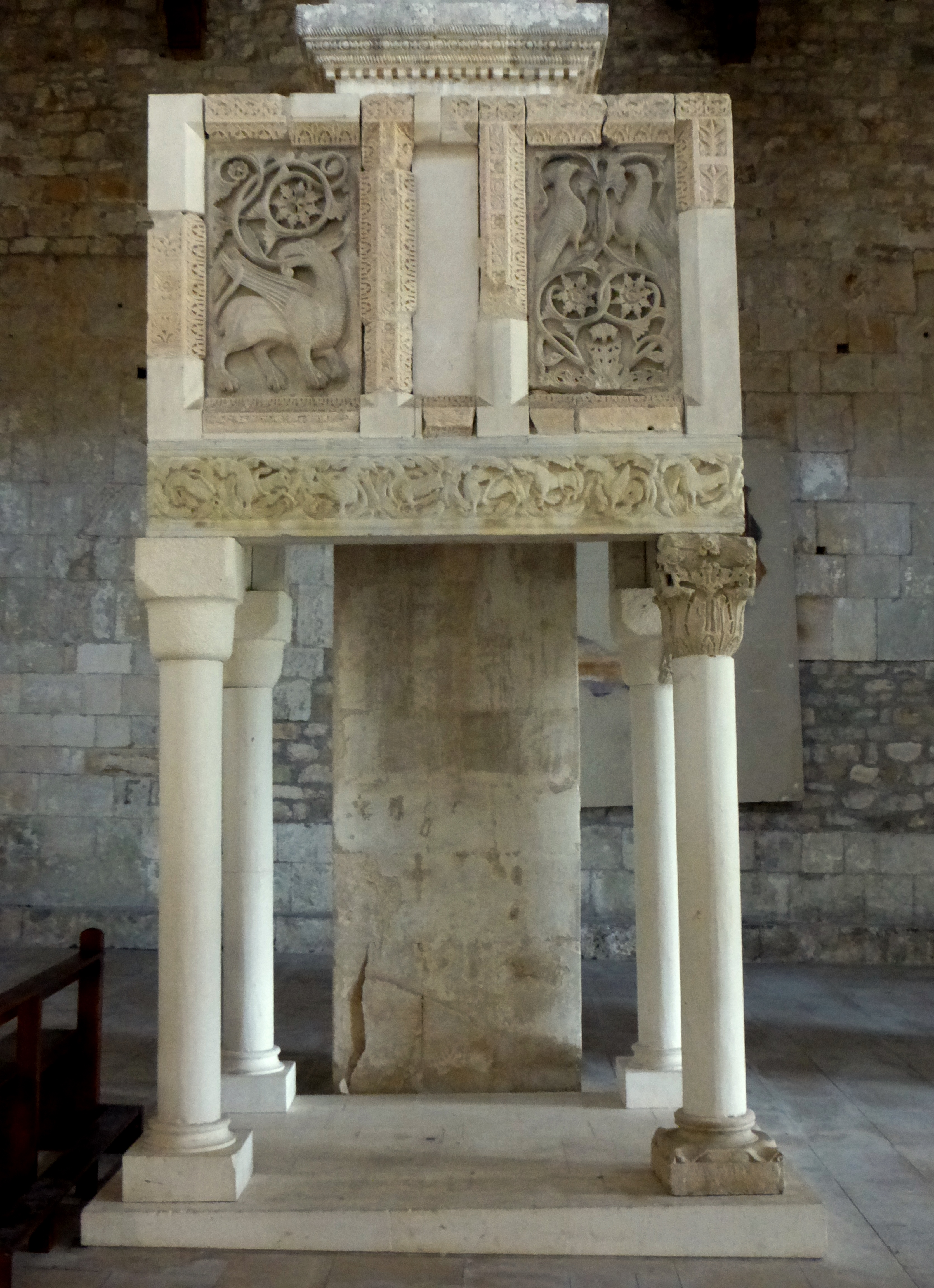
L'ambone

L'abbazia si trova immersa in uno scenario di suggestivo valore naturalistico, si presenta con una facciata bianca equilibrata nei volumi e affiancata da un campanile a pianta quadrata sviluppato in tre piani traforati da monofore, bifore e trifore. La facciata ha uno schema disegnato da rilievi verticali con un gusto lombardo.
La ripartizione interna dell'impianto basilicale è a tre navate con sette arcate a tutto tondo che insistono su pilastri quadrangolari.
Al presbiterio si accede attraverso tre archi di trionfo (manca quello centrale), che poggiano su piloni a forma di croce e terminanti con belle decorazioni a ovuli e dentelli; questo stesso tipo di decorazione divide in senso orizzontale le muraglie della navata centrale sino a portarsi sull'abside, terminando in tre ordini circolari.

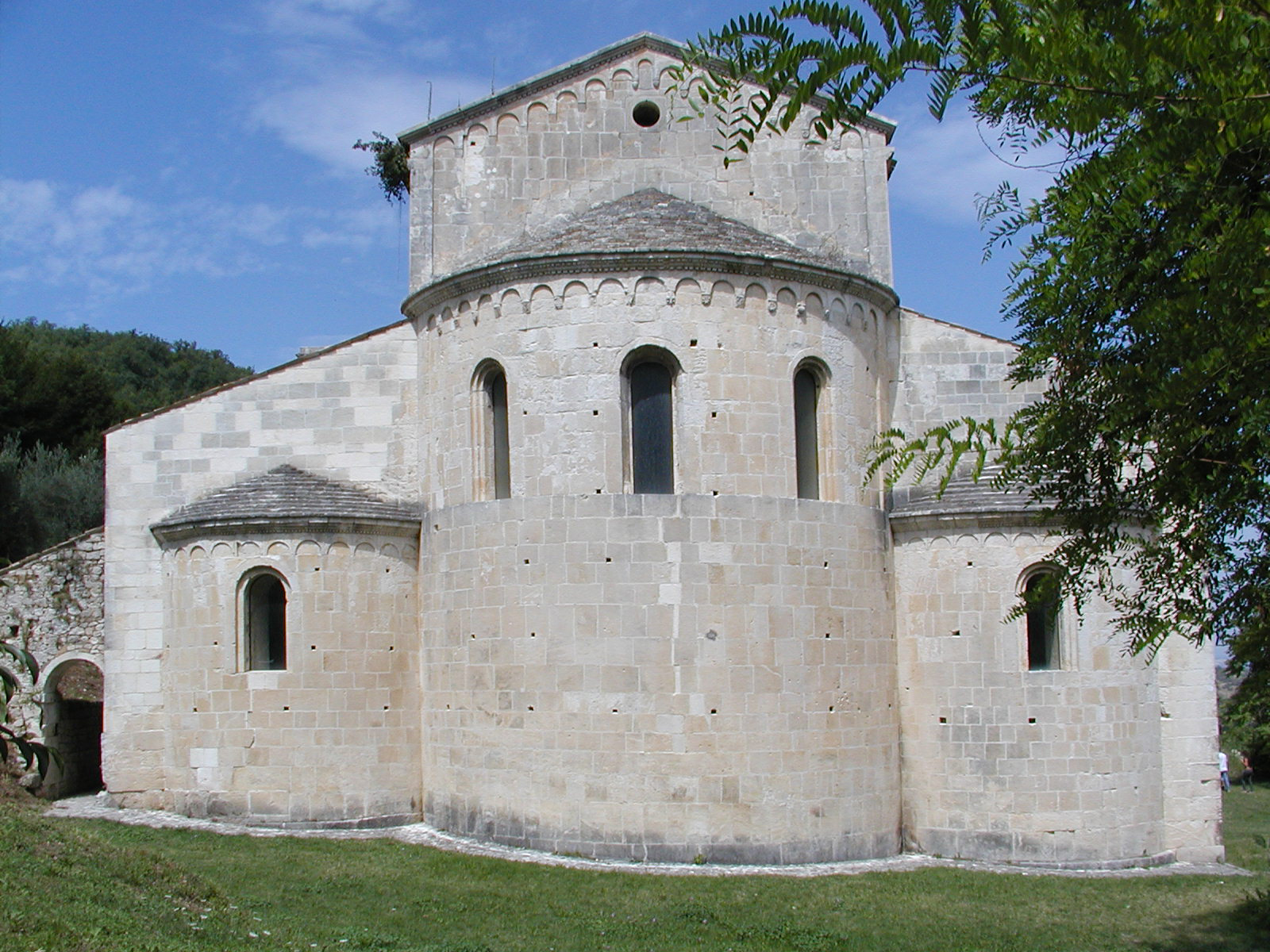
Esterno dell'abside

Il soffitto è a capriate lignee; nella navata sinistra si scorgono gli originari accessi al chiostro e alla residenza del monastero, rappresentate da due porte decorate; è possibile notare sull'architrave della seconda porta il caratteristico motivo a fiori tipico del romanico abruzzese.
Il pavimento della navata centrale presenta una bella e rara composizione geometrica policroma databile intorno al 1200, mentre gli affreschi che ornavano il catino dell'abside, un tempo uniti, oggi sono ammirabili separatamente dopo l'ultimo restauro; il primo, posizionato su pannelli è del XVI secolo e raffigura il monaco Teobaldo, fondatore dell'abbazia, il secondo, più antico (XII secolo), rimasto nella sua posizione originaria presenta tracce di figure di santi.
L'ambone si presenta a cassa di forma quadrata e presenta notevoli somiglianze con la pari struttura dell'Abbazia di San Clemente a Casauria e di San Pelino a Corfinio.

## Affreschi

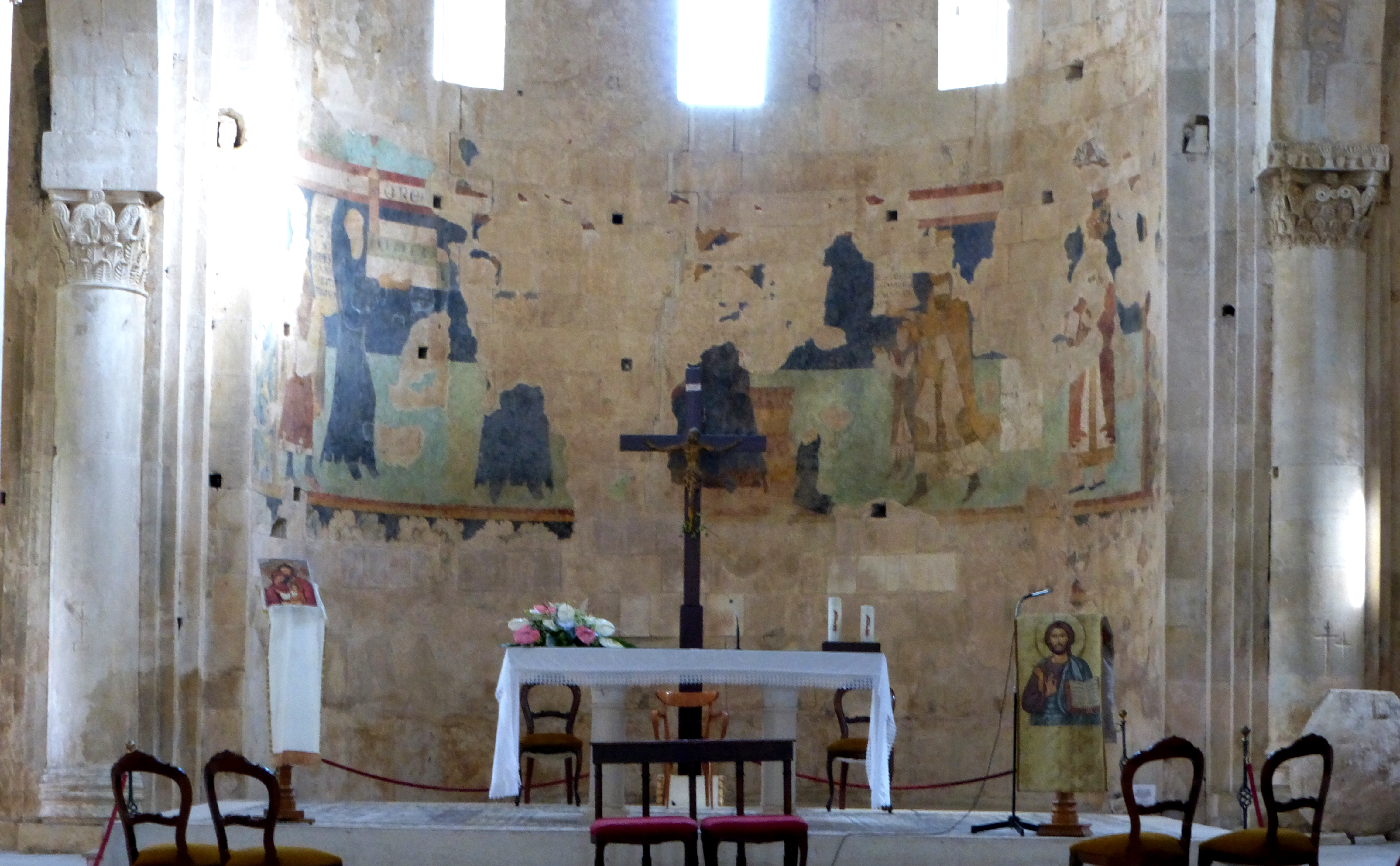
Affreschi dell'abside

Nella chiesa di San Liberatore sono conservati due cicli di affreschi medievali, risalenti ad epoche diverse. Lo stato di grave usura in cui si presentano oggi è dovuta soprattutto all'assenza di un tetto per lungo periodo. Nel Cinquecento furono ricoperti da altre pitture che recentemente sono state staccate e affisse su pannelli esposti nella navata destra. L'affresco più antico risale al periodo dell'abate francese Bernardo Ayglerio, nella seconda metà del XIII secolo.
Seppur stilisticamente diversi, i due cicli trattano lo stesso tema, cioè illustrare e difendere i privilegi, i possedimenti e i diritti feudali dell'abbazia stessa. Le pitture duecentesche dell'abside rappresentano episodi inerenti alla storia del monastero: un monaco (probabilmente Teobaldo) che offre un modellino della chiesa a San Benedetto, Sancio di Villa Oliveti che dona le sue proprietà al monastero, Carlo Magno e (forse) il giovane figlio Pipino mentre confermano il monastero all'ordine benedettino.
Al centro vi era San Benedetto che regge con la mano destra il pastorale di Vescovo-Abate della diocesi di Cassino, che oggi è solo parzialmente riconoscibile. Di autore ignoto, secondo alcuni un certo Teodino, quest'opera rappresenta un'importante testimonianza di pittura gotica. Gli affreschi cinquecenteschi sono invece un esempio di influenza lombarda e veneta.

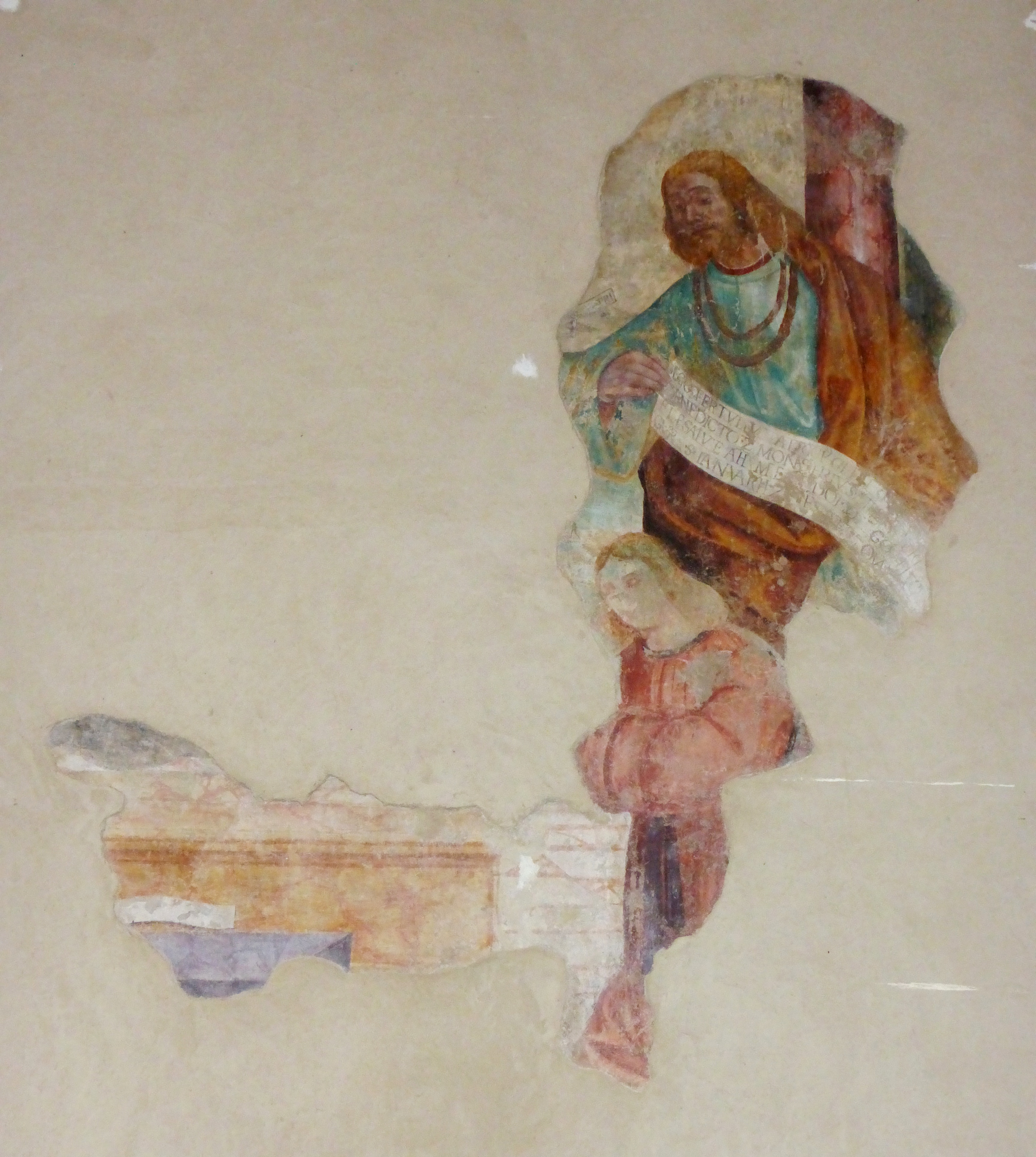
Affresco cinquecentesco
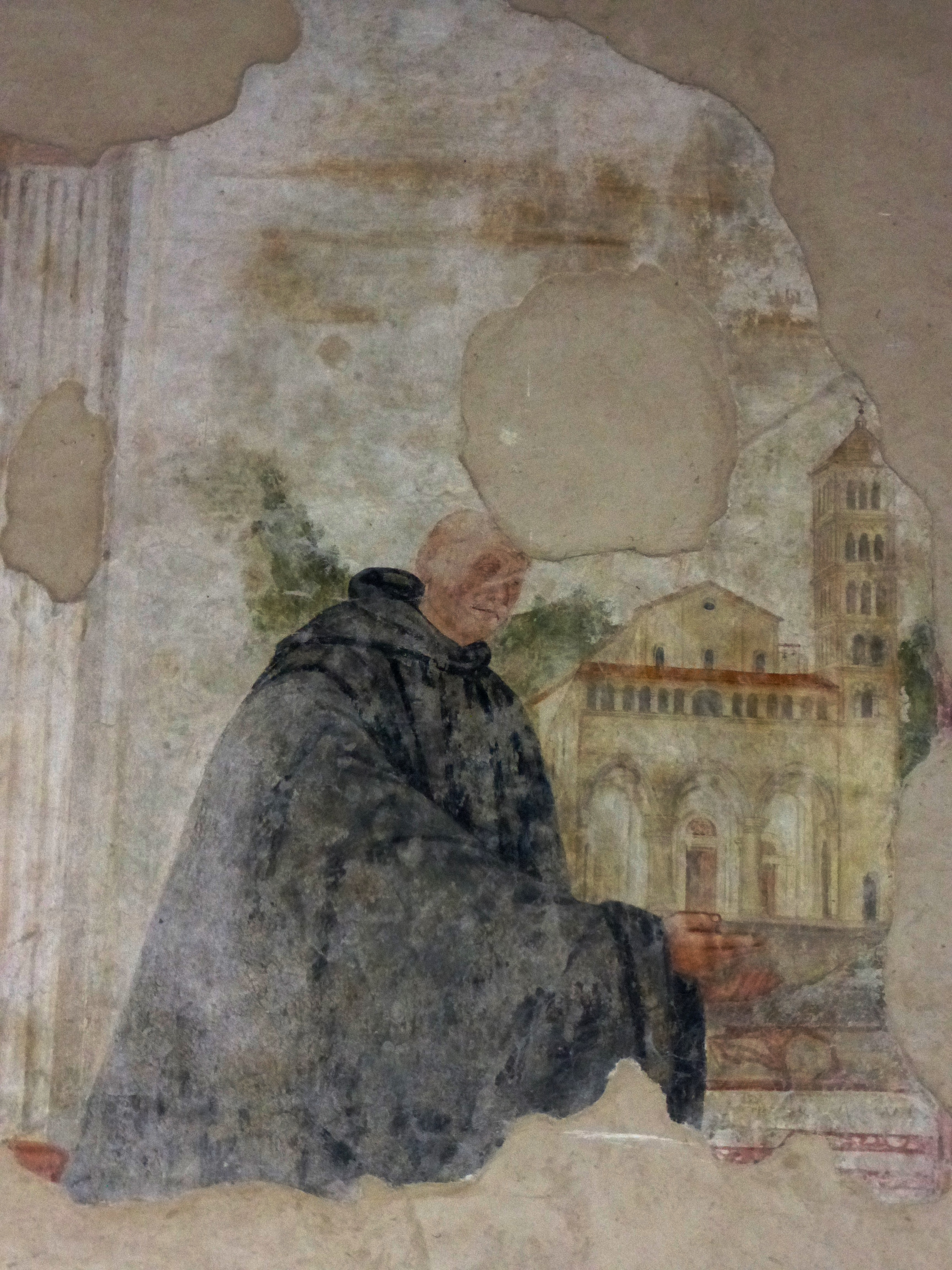
Affresco in cui è raffigurata l'abbazia
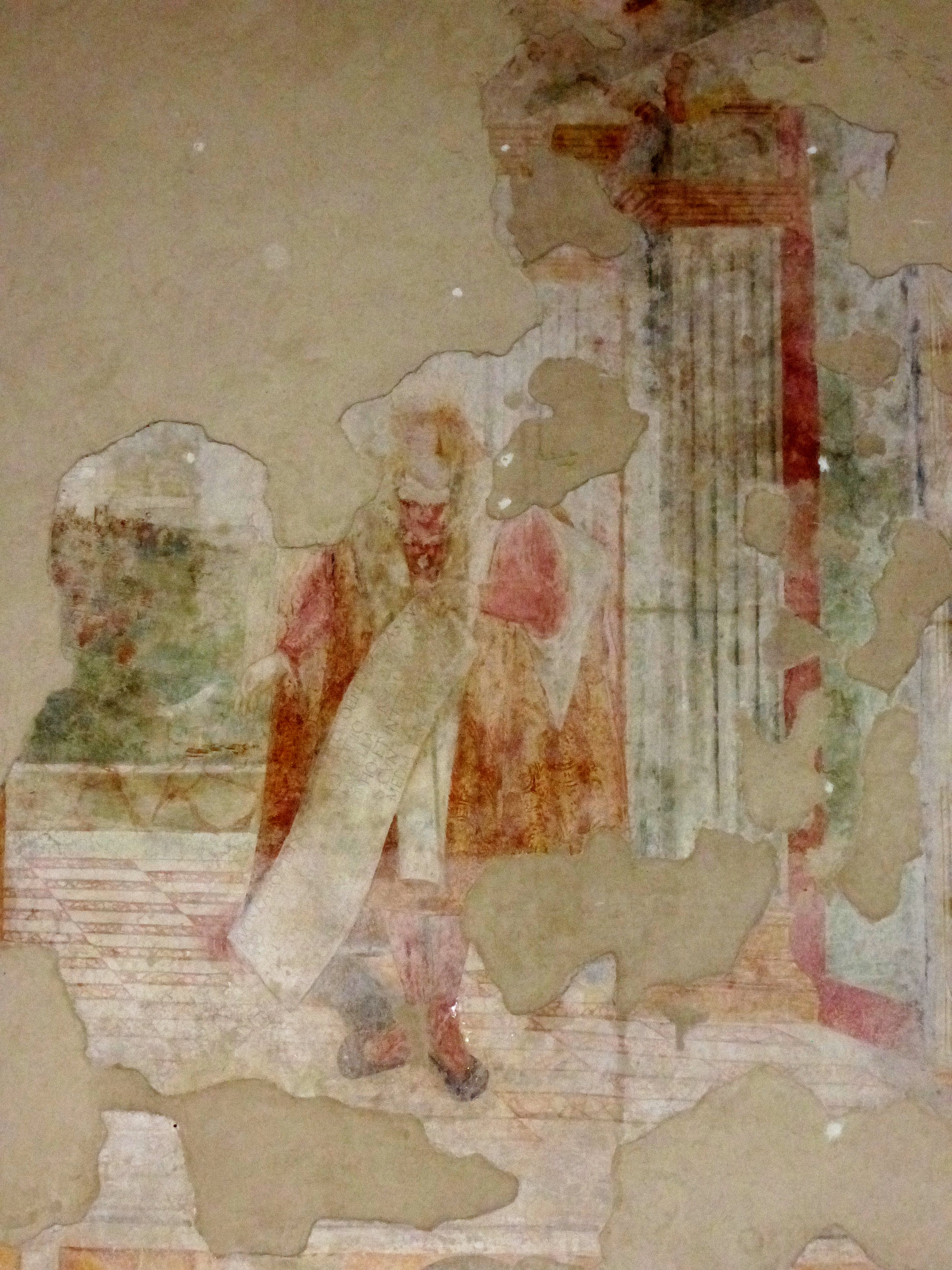
Altro affresco cinquecentesco

## Tombe rupestri di San Liberatore
Esternamente all'abbazia, presso una parete rocciosa a ridosso del fiume Alento, vi è un complesso di tombe rupestri di epoca medievale.

### La documentazione
- Le carte di S. Liberatore alla Maiella conservate nell'archivio di Montecassino, vol. 1, Introduzione storica, paleografica e archivistica. Edizione dei documenti più antichi († 798-1000) e regesti di quelli posteriori di età medievale (1005-1500), a cura di Mariano Dell'Omo, prefazione di Luigi Pellegrini, Montecassino, 2003 (Miscellanea Cassinese 84).
- Le carte di S. Liberatore alla Maiella conservate nell'archivio di Montecassino, vol. II. I regesti di età moderna (1501-1735) con un'aggiunta sui "signa" dei notai nelle carte di S. Liberatore dal 950 al 1735, a cura di Mariano Dell'Omo, Montecassino 2006 (Miscellanea Cassinese 85).

### Le vicende storiche e patrimoniali
- H. Bloch, Monte Cassino in the Middle Ages, Roma 1986, specialmente pp. 380-392.
- Laurent Feller, Les Abruzzes médiévales. Territoire, économie et société en Italie centrale du IXe au XIIe siècle, Rome 1998 (Bibliothèque des Ecoles françaises d'Athènes et de Rome 300), passim, e in particolare pp. 8-9, 32-34, 157-163, 821-825.

### L'arte
- Ignazio Carlo Gavini, Storia dell'Architettura in Abruzzo, II voll., Milano-Roma s.d., Pescara.
- M. Moretti, Architettura Medievale in Abruzzo, Roma, 1971.
- Giovanni Carbonara, Jussu Desiderii: Montecassino e l'architettura campano-abruzzese nell'undicesimo secolo, Roma, 1979.
- P. Favole, Abruzzo e Molise, Vol. XI di Italia Romanica, Milano, 1990.
- L. Bartolini Salimbeni, Delle tipologie religiose nell'architettura abruzzese fra XI e XIX secolo, in «Abruzzo» Rivista dell'Istituto di Studi Abruzzesi, a. XXXVI (1998).
- M. C. Nicolai, Abruzzo, arte, culto e cultura, Carsa Edizioni, Pescara, 1998.
- A. Ghisetti Giavarina, Maselli Campagna M., Il Monastero di S. Liberatore a Majella, Carsa Edizioni, coll. "Gli Scrigni", Pescara, 1998.
- I. Carlettini, La decorazione pittorica medievale di S. Liberatore alla Maiella, in Rivista dell'Istituto Nazionale d'Archeologia e Storia dell'Arte, s. III, 56 (2001), pp. 47-82.
- AA.VV., L'Abruzzo nel Medioevo, ed. EDIARS, Pescara, 2004.